# Pabaži

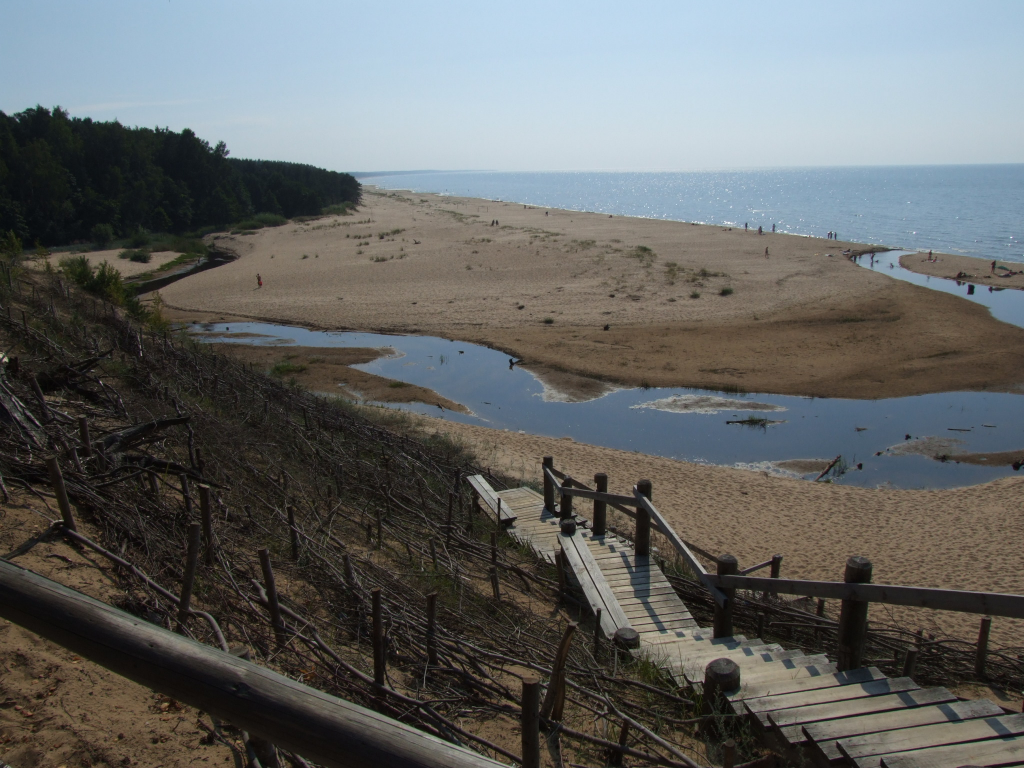
Mäander und Einmündung der Inčupe

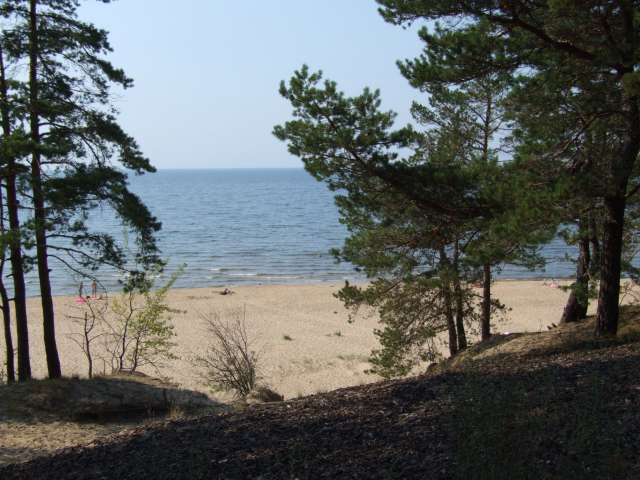
Blick von den Dünen zum Strand

Pabaži (früher Katrīnbāde; deutsch: Katharinenbad, auch: Kathrinbad) ist ein südlicher Ortsteil von Saulkrasti in Lettland.

## Geschichte
Ursprünglich von Liven besiedelt, bildeten sich entlang der Ostseeküste im 18. und 19. Jahrhundert Badeorte. Gelegen nördlich der Einmündung der Inčupe in den Rigaischen Meerbusen und ausgestattet mit einer langgestreckten, kiefernbewachsenen Dünenlandschaft und breitem Sandstrand, veranlasste dies im Jahre 1764 die aus Sankt Petersburg kommende russische Zarin Katharina die Große dort ein Bad zu nehmen. Hierdurch entstand der Name „Katharinenbad“ bzw. „Kathrinbad“. 1864 wurde Kathrinbad in „Pabaži“ umbenannt.
1950 wurde Pabaži von Saulkrasti eingemeindet. In der Zeit der Besetzung Lettlands durch die Sowjetunion wurde im Ort ein Kindererholungslager eingerichtet.

## Verkehr
Pabaži liegt an der Hauptstraße A1 und hat eine eigene Bahnstation am Kilometer 45 der Strecke Riga-Skulte.